# Lomographa distinctata
Lomographa distinctata là một loài bướm đêm trong họ Geometridae.